# Meleoma colhuaca
Meleoma colhuaca är en insektsart som beskrevs av Banks 1949. Meleoma colhuaca ingår i släktet Meleoma och familjen guldögonsländor. Inga underarter finns listade i Catalogue of Life.